# Lars Carlsson (konstnär, född 1942)
Lars Carlsson, född 1942 i Göteborg, är en svensk konstnär.
Carlsson studerade konst för John Wierth 1963-1966 och vid Hovedskous målarskola i Göteborg 1968, Gustavus Primus målarskola samt kurser vid ABF. Han har medverkat i separat och samlingsutställningar i Stockholm, Jönköping och Paris. Hans konst består av stilleben, porträtt, balett och allt från naturen. Carlsson är representerad vid Statens konstråd, Göteborgs kommun, SKF, Volvo och Angereds verkstadsgrupp.